# Szokusinbucu

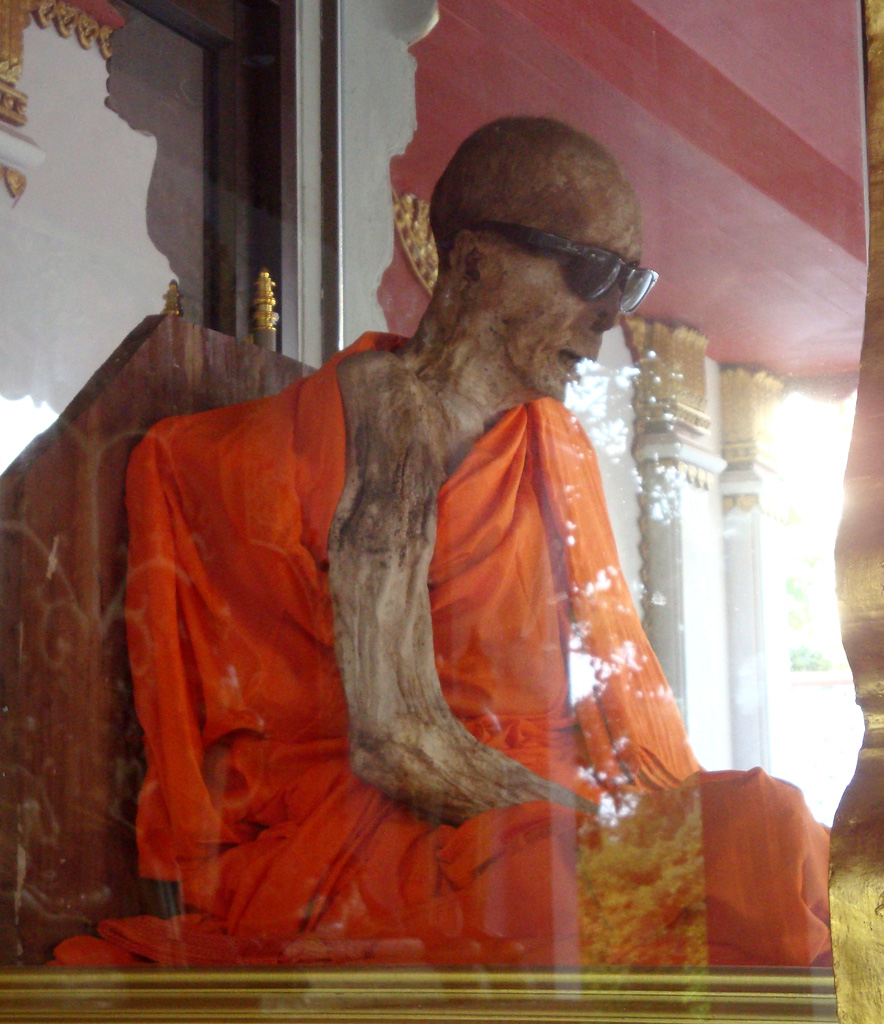
Mumifikálódott thai szerzetes

A szokusinbucu (japánul 即身仏, jelentése élő buddha) rituális önmumifikáció eredményeként létrejött szerzetesi múmia. Nem csak Japánban létezett a gyakorlat, de a japán kifejezést általánosan szokás használni rá.
Japánban a XII–XV. századi időszakban gyakorolták singon és sugendó (japánul 修験道) buddhista szerzetesek. Bár számtalan szerzetes megpróbálkozott vele, csak nagyon kevesen jártak sikerrel; őket viszont megvilágosultnak tekintették és kisebb templomokban helyezték kegyeletbe. Szokusinbucut túlnyomórészt a Niigata és Jamagata prefektúrákban találtak eddig. A XIX. században betiltották ezt az öngyilkosságnak minősített módszert, s manapság egyetlen rendben sem gyakorolják.

## Motiváció
Az önmumifikáció eredete Kúkai egyik ezoterikus doktrinájával hozható összefüggésbe: a Szokusin-dzsjóbucu (japánul 即身成佛) nevű tantétel mondja ki, hogy a megvilágosodás "még ebben a létezésben" megvalósítható, "megtestesíthető". Ezt tévesen értelmezve, illetve mivel akkoriban az a legenda terjedt, hogy Kúkai maga is mumifikálódott megvilágosodása utáni halálát követően, az önmumifikációra való törekvés inspirációja adott volt. Ismert feljegyzés nincs arról, hogy pontosan miért és hogyan kezdődött ez a rettentően zord gyakorlat, melynek gyökerei mélyen a vadzsrajána buddhizmusban keresendők.
Fontos megérteni, hogy a szerzetesek mindezt önzetlen önfeláldozásként élték meg, s a közösség érdekében vetették alá magukat a folyamatnak. Tették mindezt abban a hitben, hogy majd mágikus-vallásos erőre tesznek szert, amivel különböző módokon enyhíteni lesznek képesek a közösség szenvedéseit.

## Az önmumifikáció folyamata
Azon aszkéta szerzetesek, akik a legszigorúbb mértékletességet gyakorolták (mokudzsiki) szinte egész életükben, először is 1000 napig csak bogyókat és magokat fogyasztottak, hogy megszabaduljanak a lehető legtöbb testzsiradéktól. 
Az ezt követő 1000 napon át csak fakérget és gyökereket ettek; ennek a szakasznak a vége felé az urusi fából (Toxicodendron vernicifluum) nyert mérgező folyadékot is inni kezdték. Amellett, hogy ezen folyadék nagymértékben felgyorsította a szó szerint mindennemű testnedvek elvesztését, ami a legfontosabb, hogy a szervezet így túl mérgezővé vált a férgek számára. 
A harmadik és egyben végső szakasz szintén 1000 napig tartott, ekkor egy akkora kősírba ült be a szerzetes, amiben lótuszülésben éppen csak, hogy elfért. Itt amíg életben volt, mindennap egy kis csengőt kellett megcsöngessen, hogy a levegőt szolgáltató csövet ne húzzák ki a betemetett sírból. 
Miután a csengő már nem szólalt meg, a légcsövet kihúzták, a sírt pedig lezárták. A többi szerzetes várt újabb 1000 napot, majd felnyitották a sírt. Ha sikeres volt az önmumifikáció, úgy ítélték meg, hogy az aszkéta szerzetes elérte a buddhaiságot. Megjegyzendő, hogy a procedúra sikerességétől függetlenül tisztelték és csodálták az illető odaadását és szellemét.